# Zalamea de la Serena
Zalamea de la Serena es un municipio y localidad española de la provincia de Badajoz, en la comunidad autónoma de Extremadura. Situada en pleno corazón de la comarca de La Serena, pertenece al partido judicial de Castuera. El término municipal, que incluye también la pedanía de Docenario, tiene una población de 3431 habitantes (INE 2024).
La localidad es escenario de la obra teatral El alcalde de Zalamea, compuesta por el dramaturgo Pedro Calderón de la Barca, y fue cuna de la primera gramática castellana, compuesta por Antonio de Nebrija en 1492, primera también entre las gramáticas de las lenguas romances de toda Europa, a las que sirvió de modelo. Cuenta con un dístilo sepulcral romano único en la península ibérica fechado en el siglo I d. C. (año 102).  

## Geografía
La localidad dista unos 153 km de la capital de la provincia, Badajoz
| Noroeste: Valle de la Serena                     | Norte: Quintana de la Serena | Noreste: Malpartida de la Serena                                                     |
| Oeste: Higuera de la Serena y Retamal de Llerena |                              | Este: Esparragosa de la Serena, Benquerencia de la Serena y Monterrubio de la Serena |
| Suroeste: Campillo de Llerena                    | Sur: Peraleda del Zaucejo    | Sureste: Monterrubio de la Serena                                                    |

## Historia
No es posible precisar con exactitud la antigüedad de esta población, aunque restos arqueológicos como el cercano yacimiento de Cancho Roano ponen de manifiesto la presencia de un poblamiento en época prehistórica.
El historiador Tito Livio dice que fue fundada hacia el año 300 a. C. De la época romana queda una joya de la arquitectura romana, uno de los monumentos más interesantes de la arqueología peninsular, que ha sido definido como «dístylo sepulcral» (existen otros similares en Siria). Fue construido hacia el año 103. En época romana Zalamea era conocida con el nombre de Iulipa.
Durante la época visigoda e hispano musulmana su importancia decayó. De esta última etapa queda el castillo. Se ha identificado como Zalamea la ciudad bereber de Miknasa al Asnam (la de las columnas). Conquistada en 1236 por tropas comandadas por Pedro Yáñez, maestre de Alcántara durante el reinado de Fernando III el Santo. La villa no recuperó la brillantez alcanzada con los romanos hasta el siglo XV, cuando don Juan de Zúñiga y Pimentel, último maestre de la Orden de Alcántara, se asentó en ella estableciendo a su alrededor una corte de eruditos entre los que destacó Elio Antonio de Nebrija, que publicó aquí su primera gramática castellana.
Durante el siglo XVI tuvo lugar en la localidad el episodio en el que se inspiró a Pedro Calderón de la Barca para su obra El alcalde de Zalamea.

### Conquista americana
Zalamea de la Serena tuvo una numerosa contribución en la conquista americana, puesto que, según Navarro del Castillo, de esta localidad salieron para el Nuevo Mundo 67 personas; entre ellas Marina Ortiz de Gaete, esposa de Pedro de Valdivia, así como los hermanos y hermanas de esta dama que todos se encaminaron hacia Chile. Sin embargo, Rodrigo de León Salazar pasó a Venezuela y llegó a ser personaje destacado e influyente, donde además de amasar inmensa fortuna, ocupó varios cargos en el Cabildo de Caracas.

### Edad Contemporánea
A la caída del Antiguo Régimen la localidad se constituye en municipio constitucional en la región de Extremadura, antaño conocido como Zalamea. Desde 1834 quedó integrado en el partido judicial de Castuera. En el censo de 1842 contaba con 965 hogares y 3608 vecinos.
Aunque Zalamea de la Serena en la actualidad no tiene la gloria de antaño, en fiestas experimenta un aumento de población, no solo porque vuelven los jóvenes estudiantes, sino también porque recibe gran número de turistas, teniendo como motores turísticos más importantes cultura y monumentos.

## Demografía
Zalamea de la Serena cuenta con una población de 3431 habitantes (INE 2024).
| Gráfica de evolución demográfica de Zalamea de la Serena entre 1842 y 2021                                                                                               |
| |
| Población de derecho según los censos de población del INE. Población de hecho según los censos de población del INE.En estos censos se denominaba Zalamea: 1842 y 1857. |

## Cultura

### Monumentos y lugares de interés

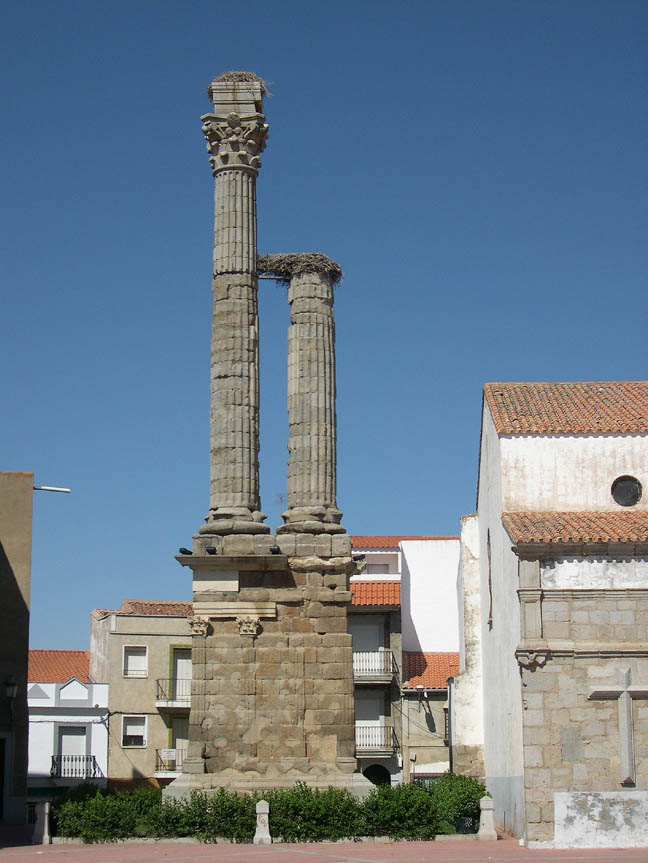
Dístilo sepulcral romano.

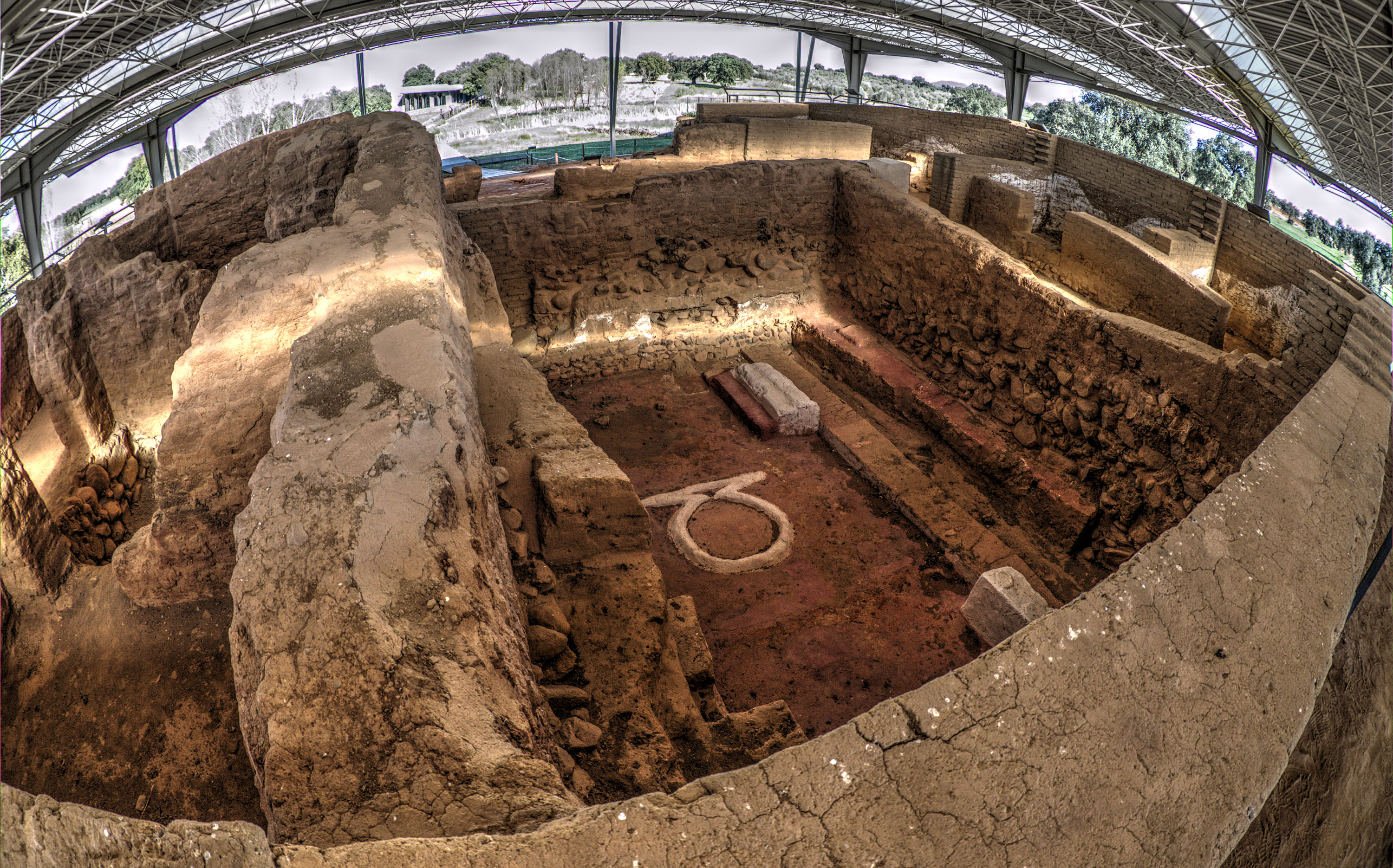
Cancho Roano (siglos y)

- Yacimiento arqueológico protohistórico de Cancho Roano (siglos V y VI a. C.) Es de origen tartésico.
- Dístilo sepulcral romano. Declarado monumento nacional por decreto del 13 de junio de 1931. Considerado una de las joyas del arte romano en la península ibérica. Consta de dos columnas que se levantan sobre un alto podio, alcanzando 23,23 m de altura fechado en el siglo I d. C. (año 102).
- Iglesia de Nuestra Señora de los Milagros.[9] Este edificio data del siglo XIII.
- Castillo medieval de Arribalavilla.
- Palacio de los Zúñigas.
- Real Capilla del Santísimo Cristo de la Quinta Angustia. Construida en el año 1606 es de estilo herreriano, destacando sus artesonados en madera y la azulejería que cubre el altar mayor y la sacristía, perteneciente a la escuela talaverana del siglo XVII. El 13 de febrero de 1972 un incendio destruyó la imagen del Cristo, de la escuela de Juan de Mena y ocasionó graves daños en su interior.[10]
- Casa de Pedro Crespo (El alcalde de Zalamea).
- Monumento a Calderón de la Barca obra del escultor Ricardo García Lozano.
- Cisterna romana.
- Casa de los Caños, solar del conquistador Pedro de Valdivia.
- Presa o embalse de la «Charca», construida en el siglo XVII por el marqués de Casa Mena y las Matas y su sobrino el conde de Torre Arce; de sus aguas dependían ocho molinos.
- Fachada del Palacio de Don Juan de Zúñiga, primera corte literaria de Extremadura, donde Nebrija escribió en el siglo XV la primera gramática en lengua castellana.

### Tradiciones
- Desde 1994 los vecinos participan anualmente en la representación de la obra de Calderón de la Barca El alcalde de Zalamea, hecho que se ha convertido en una auténtica fiesta popular.  En 2008 fue calificada «Fiesta de Interés Turístico Regional» por la Junta de Extremadura y premiada con la Medalla de Extremadura en 2011.Desde 2018 ha sido considerada "Fiesta de Interés Turístico Nacional".
- Carnavales y Feria y fiestas de la Cruz, en honor del Cristo de la Quinta Angustia.

### Gastronomía
Los platos más representativos son los mismos que comparte con la gastronomía extremeña, con productos en escabeche, migas, cochinillo, caldereta de cordero, chanfaina, gazpacho, fritura de conejo y repostería como las perrunillas, pestiños, rosquetes y brazos gitanos. El municipio forma parte de la zona de producción de cuatro productos que sobresalen por su calidad: el queso, el vino, el jamón y el aceite de oliva.